# Pyrus hyrcana
Pyrus hyrcana är en rosväxtart som beskrevs av Fedor.. Pyrus hyrcana ingår i släktet päronsläktet, och familjen rosväxter. Inga underarter finns listade i Catalogue of Life.